# Лола Мора
Доло́рес Кандела́рія Мо́ра Ве́га де Ерна́ндес (ісп. Dolores Candelaria Mora Vega de Hernández), більш знана як Ло́ла Мо́ра (ісп. Lola Mora, нар. 17 листопада 1866 року — пом. 7 червня 1936, Буенос-Айрес) — аргентинська скульпторка та винахідниця.

## Біографія

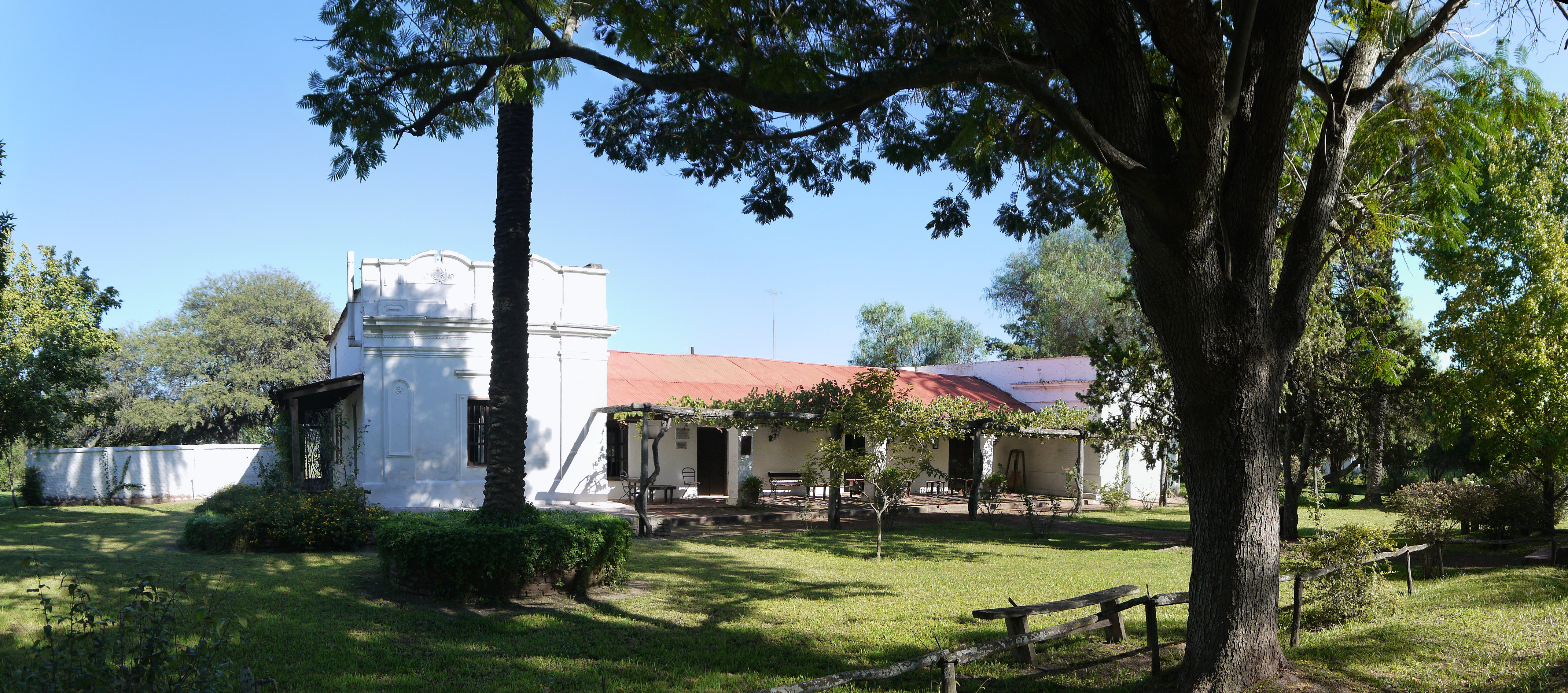
Будинок, де народилася Лола Мора

Долорес Мора народилася 17 листопада 1866 року у родині комерсанта Ромуальдо Алехандро Мори третьою з семи дітей. Точне місце її народження невідоме. За одними джерелами це було містечко Ель-Тала у провінції Сальта на кордоні з провінцією Тукуман, за іншими — це Сан-Мігель-де-Тукуман.
1870 року родина переїхала до Сан-Мігель-де-Тукумана. 1874 року Лола Мора пішла до школи імені Сарм'єнто, єдиного світського навчального закладу у цій місцевості, де відзначалася як одна з найкращих учениць. 1885 року, коли Лолі було 18 років, її мати померла від пневмонії, а за кілька днів і батько від інфаркту.

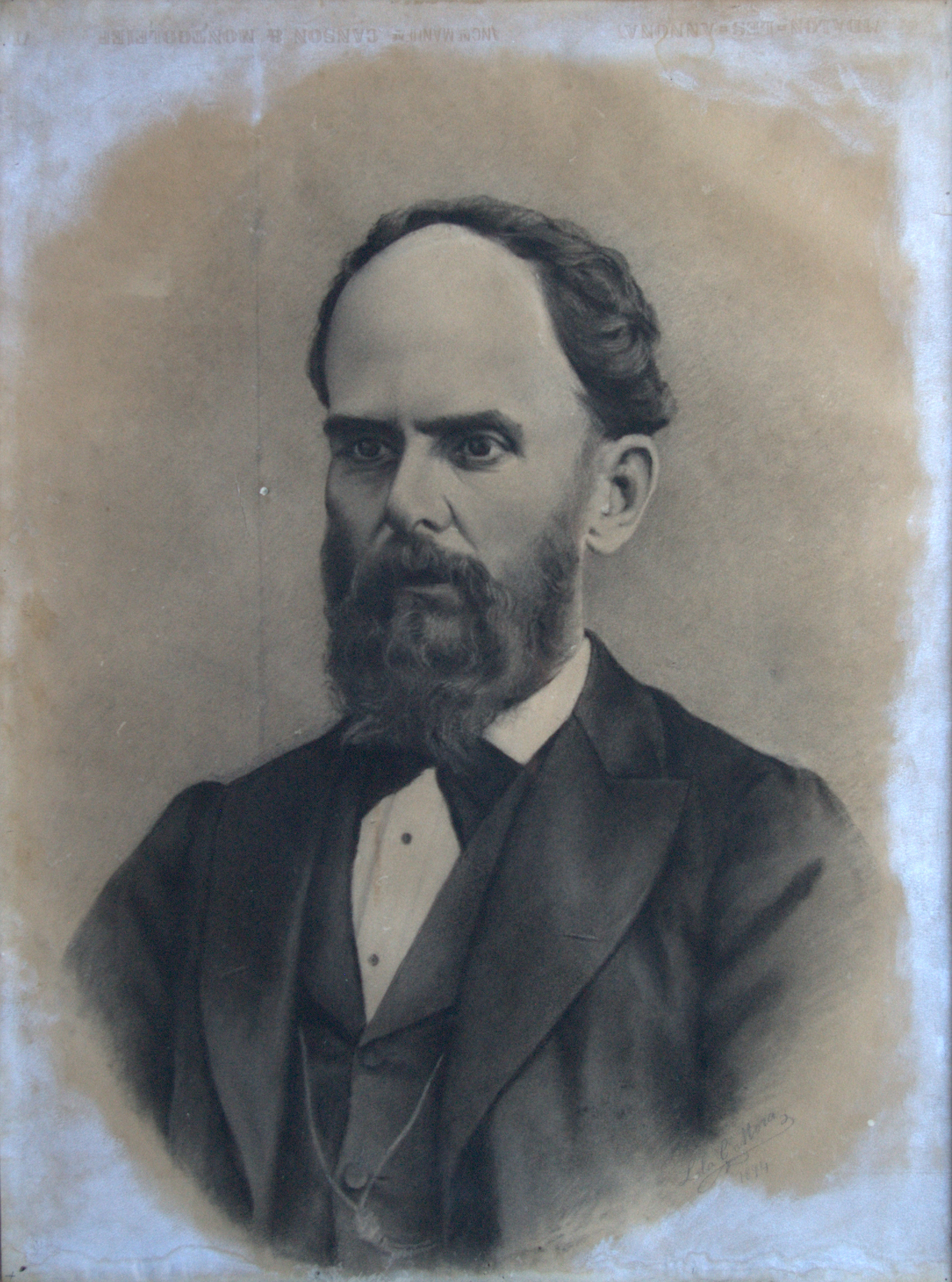
Портрет роботи Мори

1887 року Мора почала брати уроки в італійського художника Сантьяго Фалькуччі, який на той час жив у Тукумані. У цей час почала створювати свої перші картини і малюнки, у яких відчувався сильний вплив італійського неокласицизму і романтизму, а також писати портрети на замовлення, щоб мати гроші на подальше навчання.
До свята 9 липня 1894 року Лола Мора створила серію з двадцяти портретів тукуманських губернаторів, яка була придбана парламентом провінції за п'ять тисяч песо.
1895 року Мора, яка вже була відомою у Тукумані художницею, вирушила до Буенос-Айреса, щоб просити стипендію на навчання у Європі. 1896 року Президент Аргентини Хосе Еварісто Урібуру призначив їй цю стипендію строком на два роки.

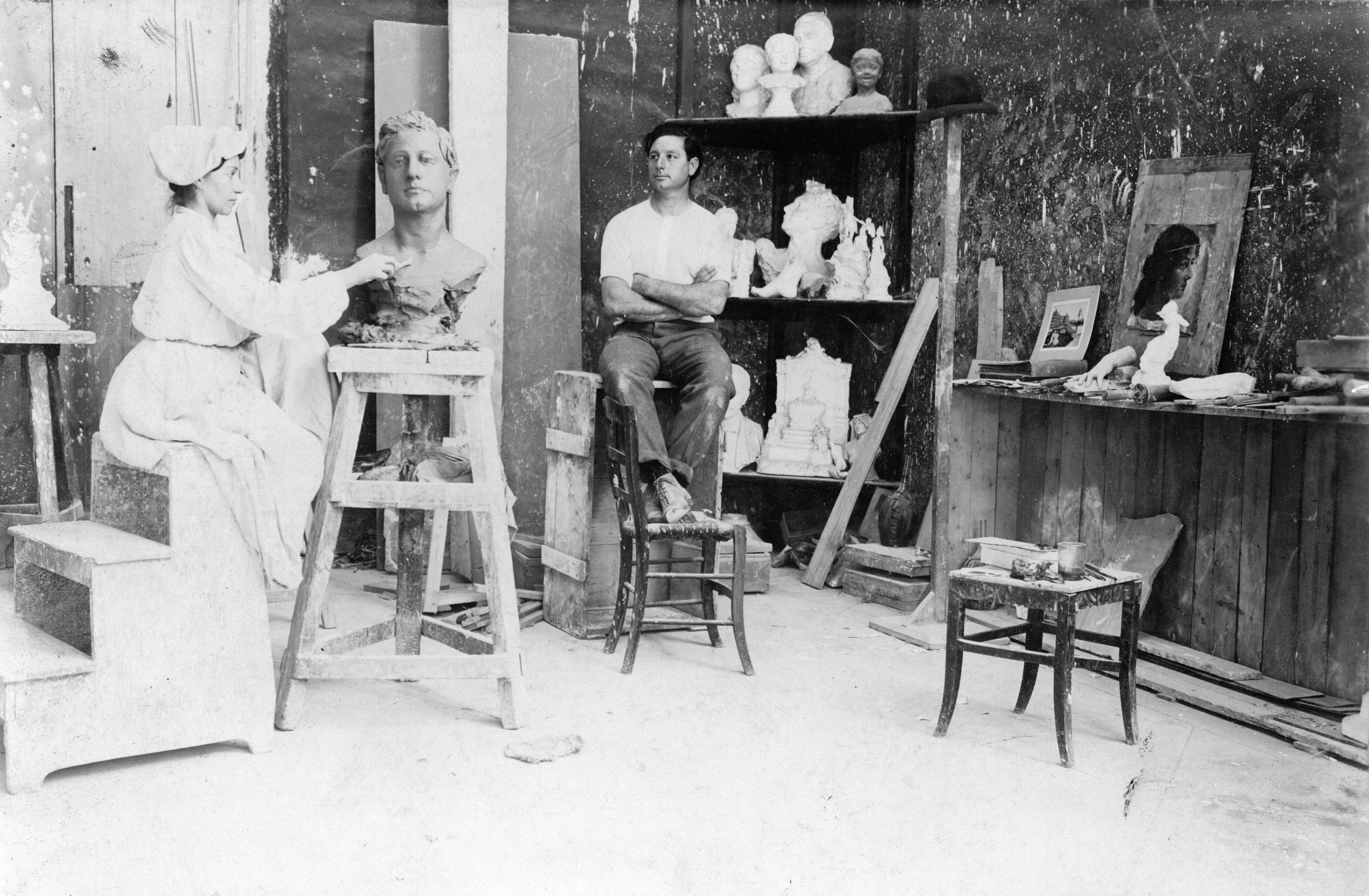
Лола Мора у майстерні (1903)

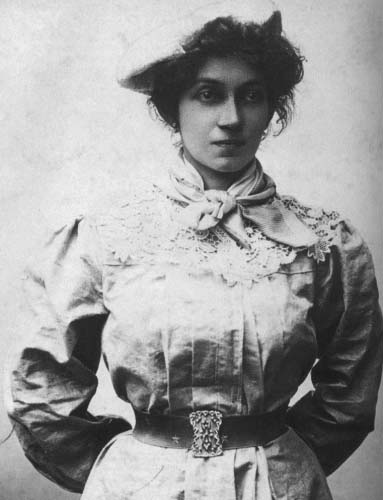
Лола Мора (фото 1903)

1897 року Мора прибула до Риму, де була ученицею художника Франческо Паоло Мікетті і скульптора Константіно Барбелла, у якого навчалася роботі з теракотою. Познайомившись з Джуліо Монтеверде, який працював з мармуром, Мора остаточно вирішила присвятити себе скульптурі.
Живучи у Римі, Мора періодично відвідувала Буенос-Айрес, куди привозила свої роботи. Вона стала відомою у мистецьких колах і преса почала згадувати про її виставки і нагороди.
Автопортрет Лоли Мори з каррарського мармуру було виставлено на Всесвітній виставці 1900 року у Парижі, де він отримав золоту медаль.
Після повернення до Аргентини Мора отримала замовлення на пам'ятник Хуану Баутісті Альберді у Тукумані, пам'ятник битві 20 лютого у Сальті і найвідомішу свою роботу — Фонтан нереїд у Буенос-Айресі.

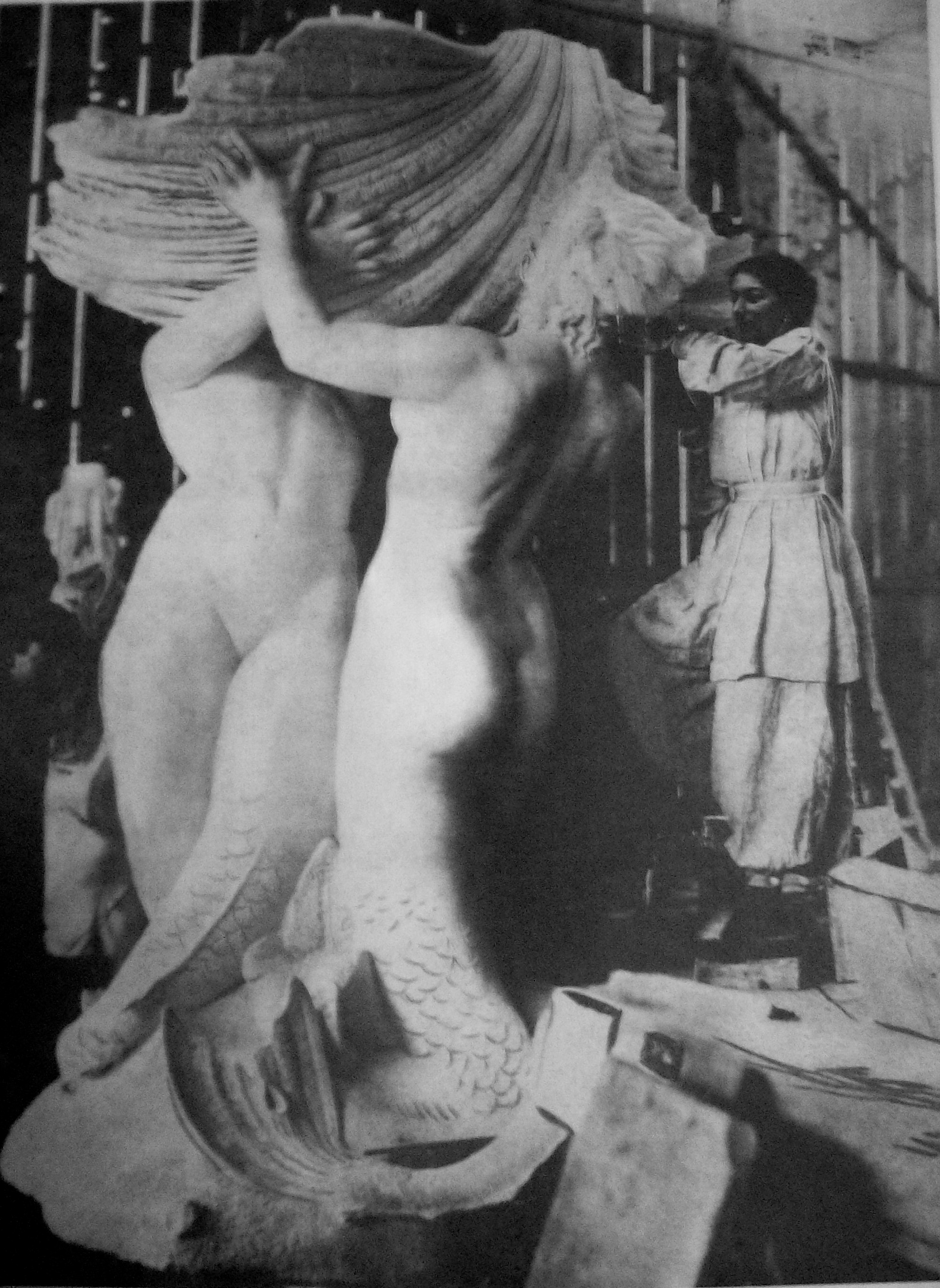
Лола Мора працює над Фонтаном нереїд

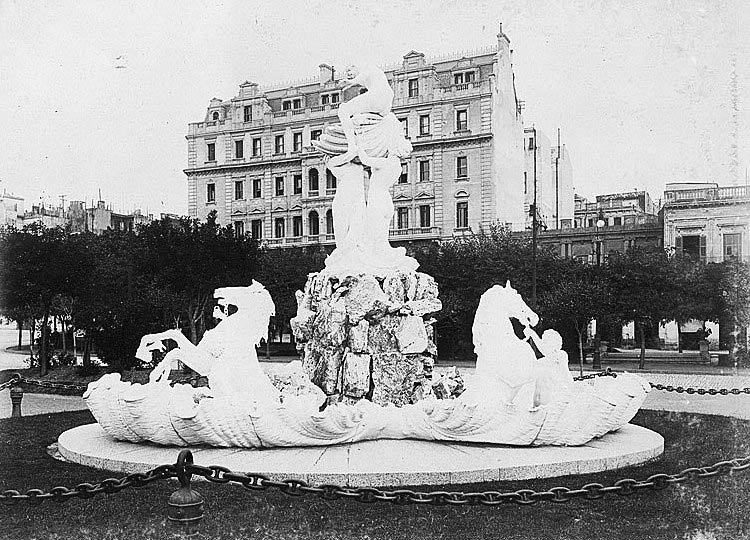
Фонтан нереїд (1910)

Після цього Мора отримала пропозицію зробити статую королеви Вікторії, яка мала бути встановлена у Мельбурні, і Олександра I у Санкт-Петербурзі, але відмовилася, оскільки замовники вимагали, щоб вона прийняла британське і російське підданство відповідно.
В Аргентині Мора отримала замовлення на бюст президента Хуліо Роки, статую Арістобуло дель Вальє, статую-алегорію незалежності, два барельєфи для Будинку незалежності у Тукумані, чотири статуї, які мали прикрасити нову будівлю Конгресу, пам'ятники президентам історичних конгресів Карлосу Альвеару, Франсіско Нарсісо Лапріді, Факунду Сувірії, Мар'яно Фрагейро. Мора їде до Риму, звідки повертається 1904 року з усіма виконаними скульптурами.
1909 року 42-річна Лола Мора одружилася з набагато молодшим Сабу Закаріасом Фернандесом, сином губернатора провінції Ентре-Ріос, з яким познайомилася під час роботи над статуями для Національного конгресу. Батьки чоловіка не схвалювали шлюб, він був нещасливим і через п'ять років чоловік покинув Мору.
1910 року під час святкування сторіччя незалежності Аргентини було вирішено створити Національний монумент прапору, дизайн якого мала виконати Мора. Вона почала виготовляти статуї для цього монумента і відправляти їх з Італії до Аргентини у міру готовності.

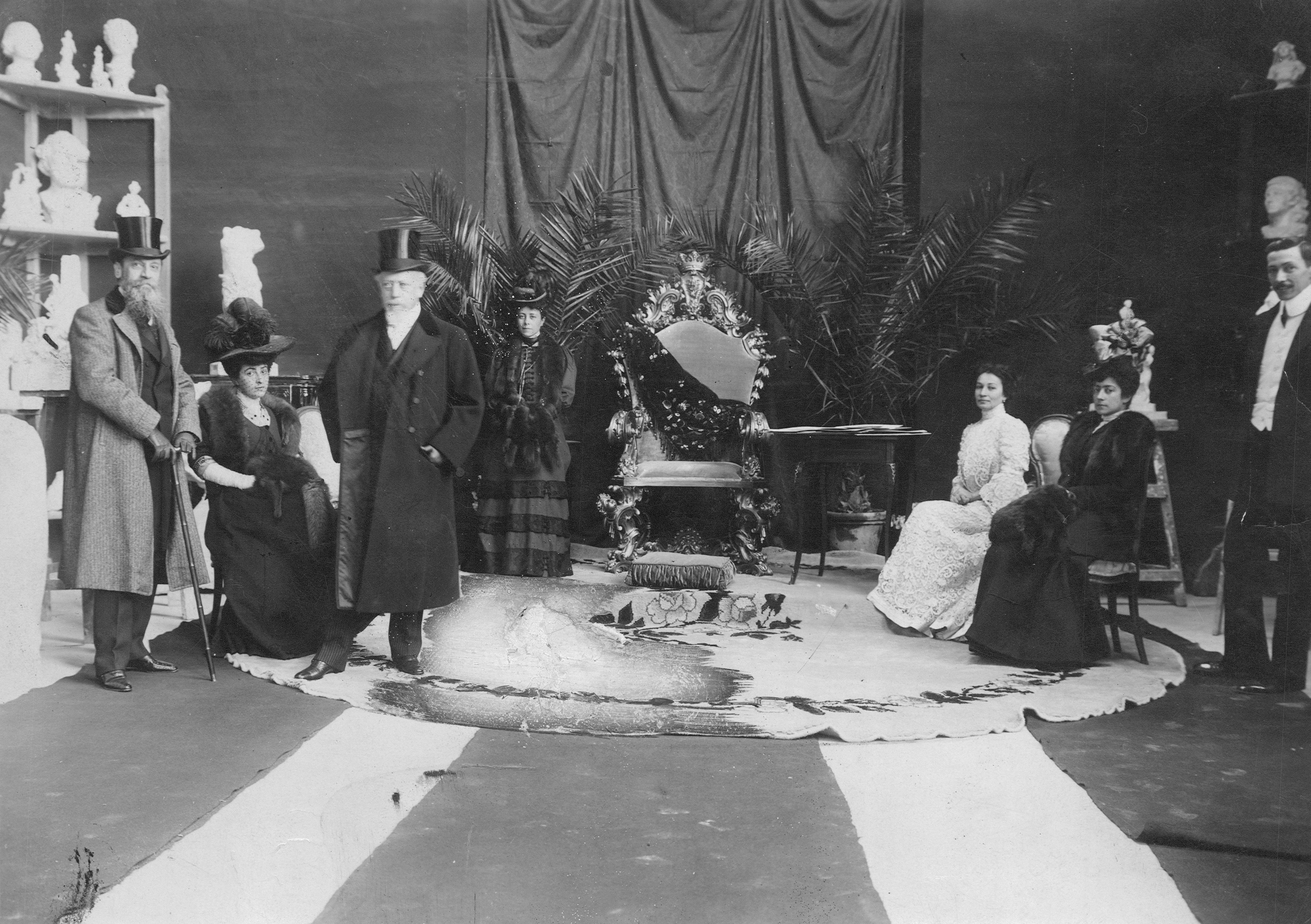
Президент Х. Рока відвідує майстерню Л. Мори (1909)

1913 року було відкрито пам'ятник Ніколасу Авельянеді її роботи у присутності президента Аргентини Роке Саенса Пеньї, віце-президента Вікторіно де ла Пласи і екс-президента Хуліо Архентіно Роки.
Зі смертю Роки Мора опинилася в немилості його наступників при владі, втратила свій вплив і багатьох замовників. 1915 року Національний конгрес ухвалив рішення демонтувати скульптури Мори, розташовані обабіч сходів Палацу Конгресу, розкритикувавши їх як непристойність, несмак і непритаманні аргентинській культурі. Контракт щодо Монумента прапору також було розірвано. Через зіпсовану репутацію і несвоєчасне виконання замовниками своїх фінансових зобов'язань Мора опинилася у боргах, через що змушена була продати свою майстерню у Римі і остаточно переїхати до Аргентини.
1918 року муніципалітет Буенос-Айреса постановив демонтувати Фонтан нереїд роботи Мори і перенести його з центру на околицю міста.
1920 року Мора вирішила покинути скульптуру і присвятити себе кіно, отримала декілька патентів стосовно технологій кінематографу, але задум не мав комерційного успіху. Вона переїжджає на північ країни, спочатку до Жужуя, де 1923 року отримує посаду Уповноваженої скульпторки парків, садів і алей, а згодом до Сальти, де наприкінці 1924 року присвячує себе геологічній розвідці. У Сальті з компаньйонами намагалася налагодити видобуток горючих сланців і використання їх на паливо, але справа зазнала невдачі, і Мора втратила усі свої заощадження.
1932 року Лола Мора без грошей і з підірваним здоров'ям повернулася до Буенос-Айреса, де жила у рідних. 1933 року у Тукумані було організовано виставку її робіт, щоб зібрати гроші для скульпторки. 1935 року влада в Аргентині змінилася і Лола Мора вже не була у немилості, тому Конгрес призначив їй пенсію. Але 17 серпня цього ж року у Мори стався інсульт і вона була прикута до ліжка, поки нарешті не померла 7 червня 1936 року. Після її смерті за її бажанням родичі спалили її листи, щоденники й особисті речі. Лола Мора похована на Західному цвинтарі міста Сан-Мігель-де-Тукуман.

## Роботи
Творчість Лоли Мори еволюціонувала від академізму до бруталізму. За своє життя вона створила велику кількість скульптур, серед яких вирізняються:
- Фонтан нереїд (1903) у Буенос-Айресі[6]
- Барельєфи будинку у Сан-Мігель-де-Тукумані, де було проголошено незалежність Аргентини (1900)
- Статуя Свободи на Площі Незалежності у Сан-Мігель-де-Тукумані
- Пам'ятник Хуану Баутісті Альберді у Сан-Мігель-де-Тукумані
- Скульптурна група, яка є частиною Національного монумента прапору[en] у Росаріо
- Статуї «Справедливість», «Прогрес», «Мир» і «Свобода» біля Будинку уряду у місті Жужуй (початково знаходилися по боках від парадних сходів Палацу Національного конгресу у Буенос-Айресі)
- Скульптура «Праця» навпроти залізничного вокзалу у місті Жужуй
- Статуя «Леви» у місті Жужуй
- Пам'ятник Ніколасу Авельянеді у місті Авельянеда
- Пам'ятник Франсіско Нарсісо Лапріді[en] у місті Сан-Хосе-де-Хачаль[en] (провінція Сан-Хуан)
- Бронзові скульптури, що є частиною пам'ятника Битві при Сальті[en] у місті Сальта
- Пам'ятник Факундо Сувірії у місті Сальта
- Бюст Арістобуло дель Вальє[en] у місті Ла-Плата (1906)
- Пам'ятник генералу Карлосу Марії де Альвеару у місті Коррієнтес

## Визнання

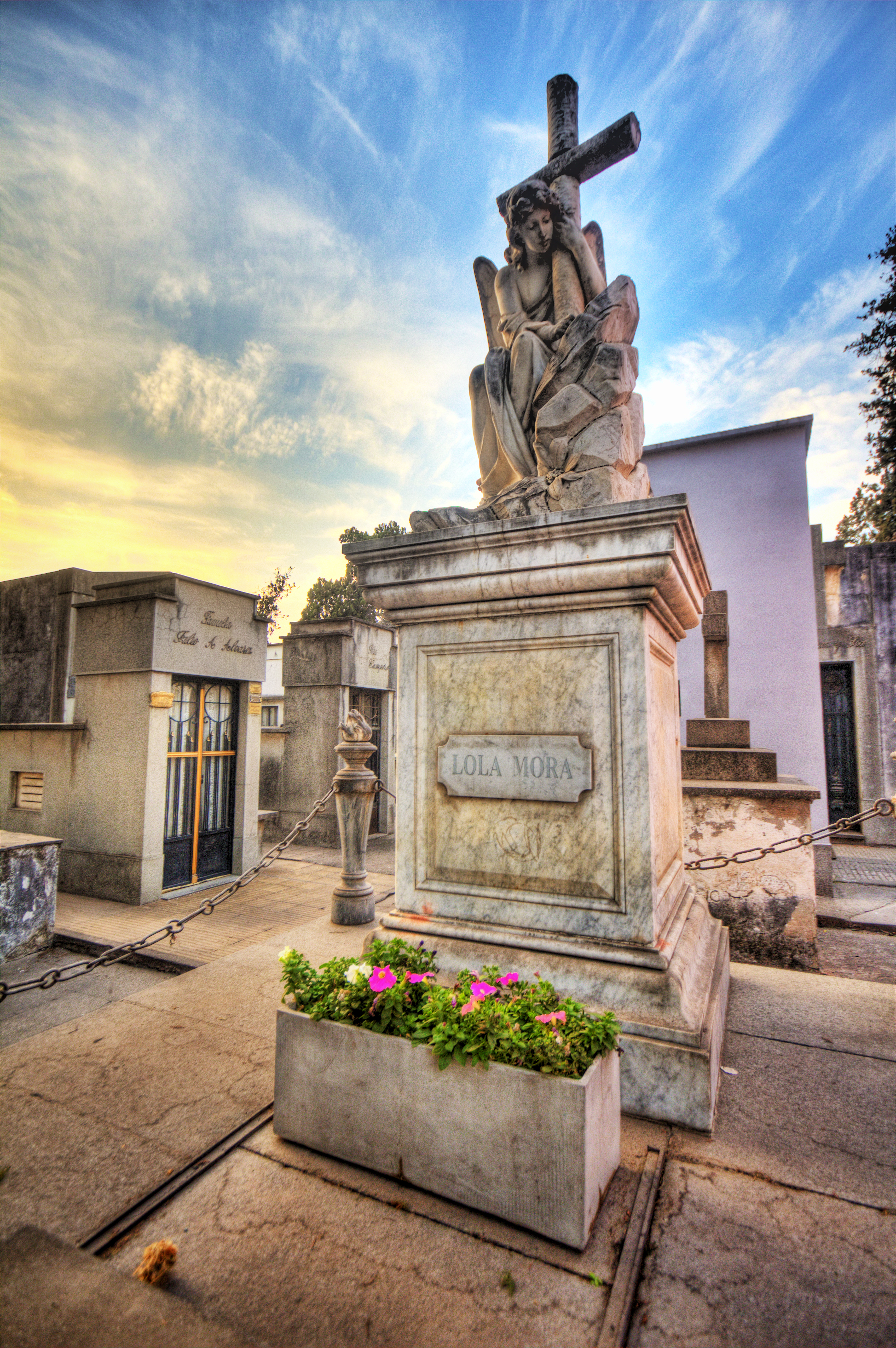
Могила Лоли Мори

1996 року було закладено наріжний камінь майбутнього пам'ятника Лолі Морі у місті Сальта навпроти парку, який носить її ім'я. Цього ж року режисер Хав'єр Торре зняв про неї біографічний фільм під назвою «Лола Мора». 1999 року режисер Алехандро Аррос зняв про неї документальний фільм «Інша Лола Мора».
З 1995 року щороку у містах Ель-Тала і Сальта з 17 по 23 листопада проводиться Національний фестиваль мистецтв імені Мори.
Декретом комісії з питань музеїв і монументів Аргентини 2010 року могила Лоли Мори отримала статус пам'ятки.
Законом № 25.003/98 Конгресу Аргентини день народження Лоли Мори (17 листопада) було проголошено Національним днем скульптора й образотворчого мистецтва.
Уряд міста законом № 188 від 6 травня 1999 року Буенос-Айрес запровадив Премію Лоли Мори, яка вручається за створення позитивного іміджу жінок, боротьбу з гендерними стереотипами і за рівність прав і можливостей статей.

## Галерея

### Фонтани

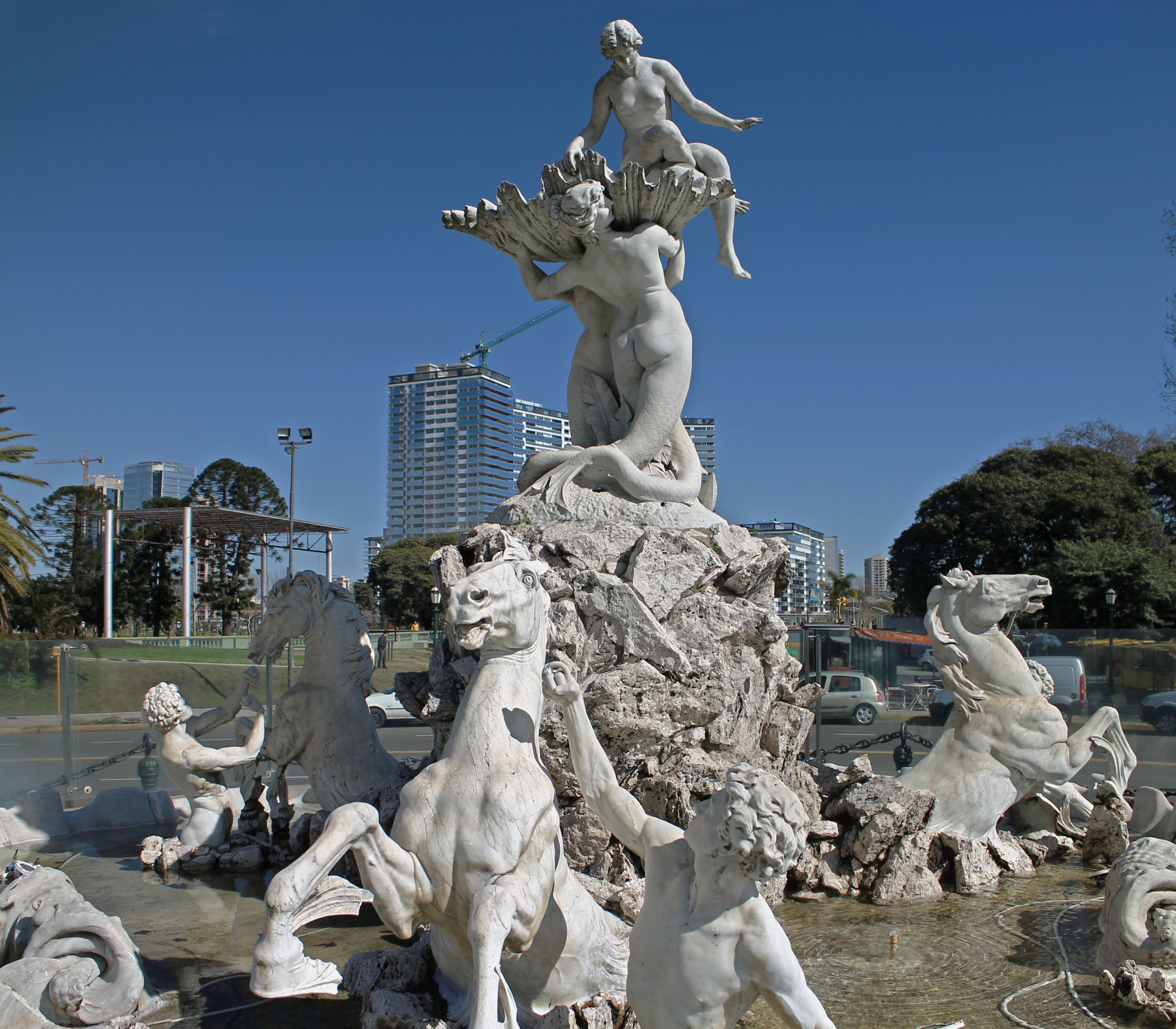
Фонтан нереїд
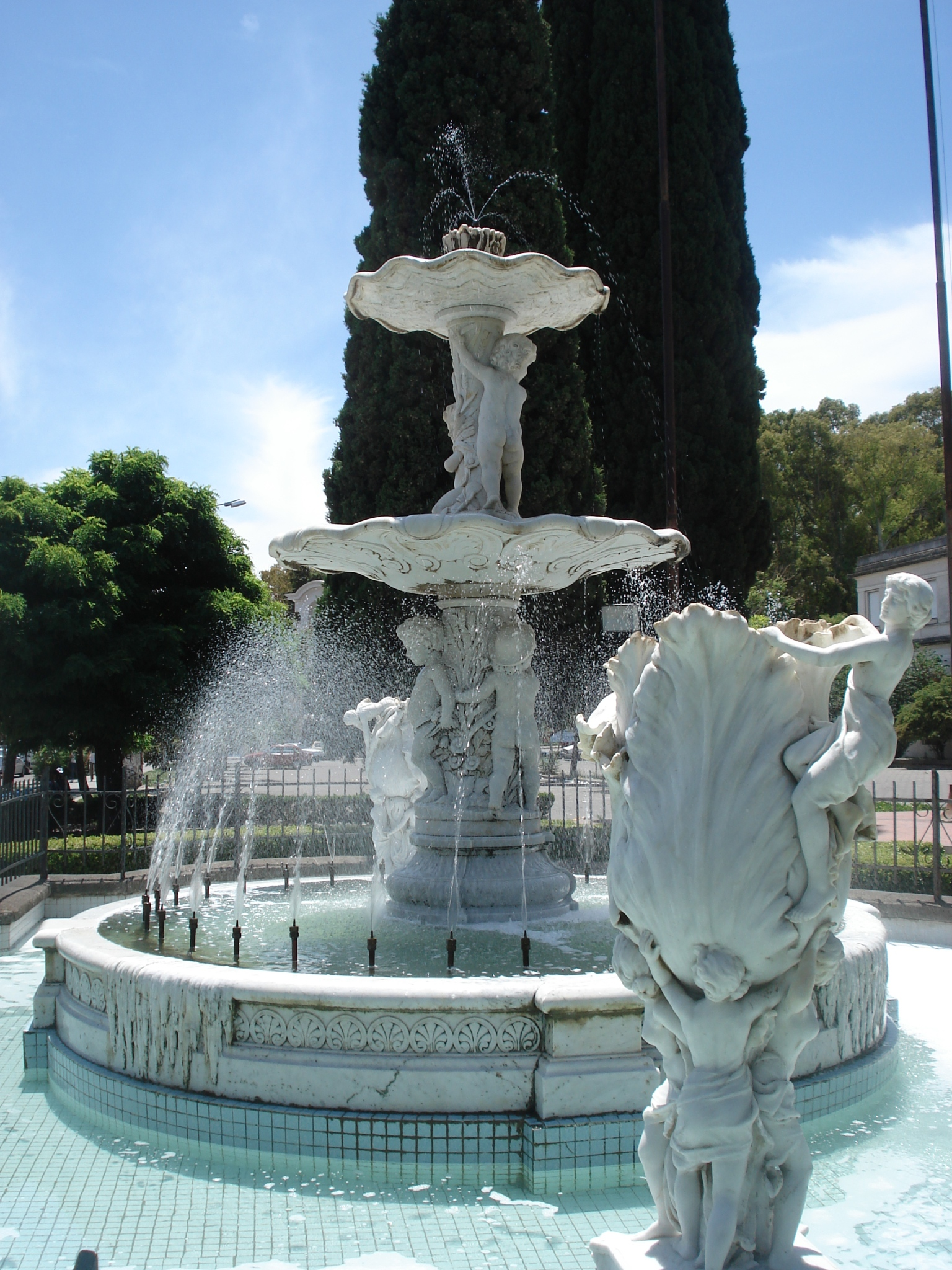
Фонтан у Університеті Півдня[en]
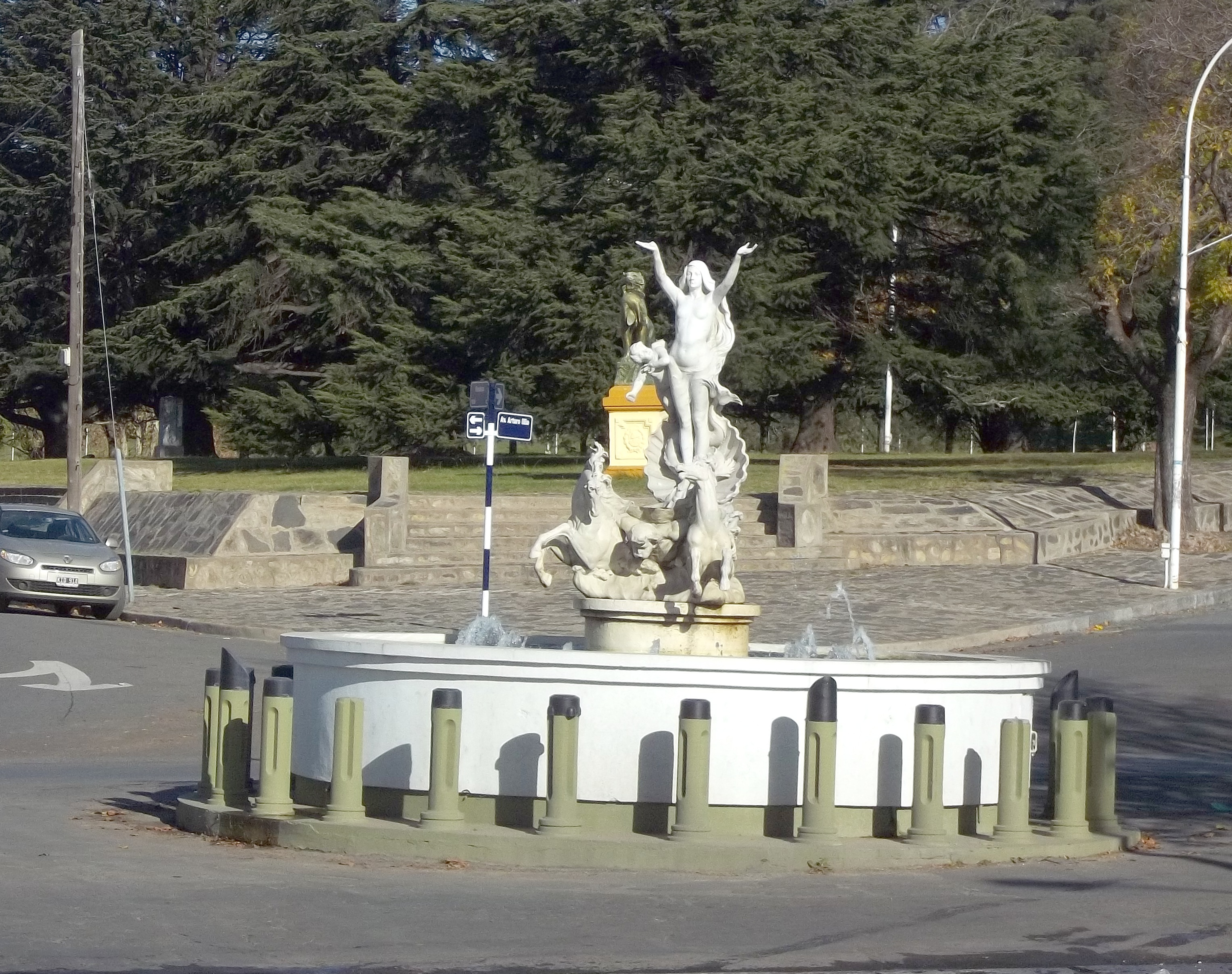
Фонтан у місті Танділь
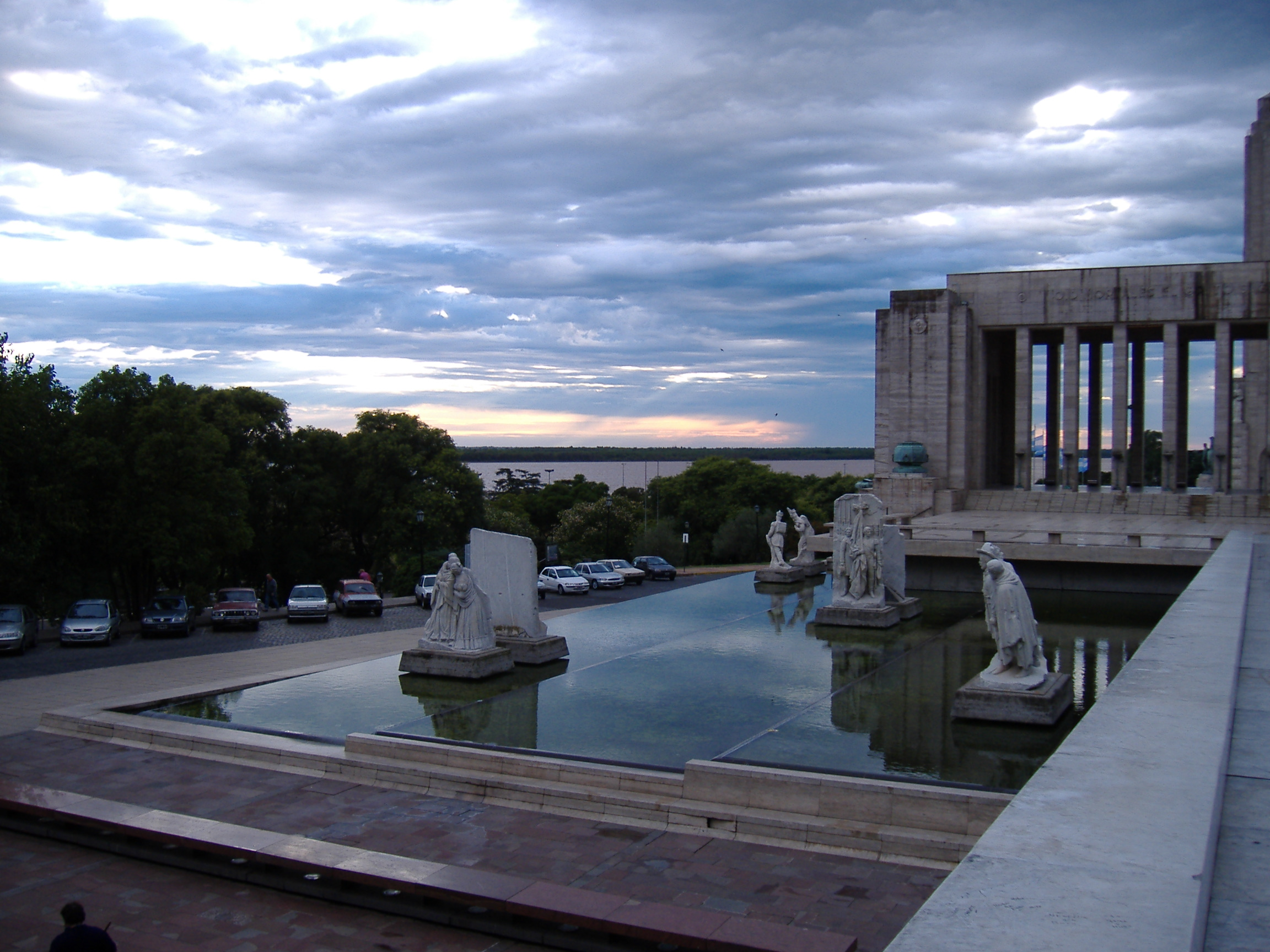
Скульптури біля Монумента прапору[en]

### Пам'ятники

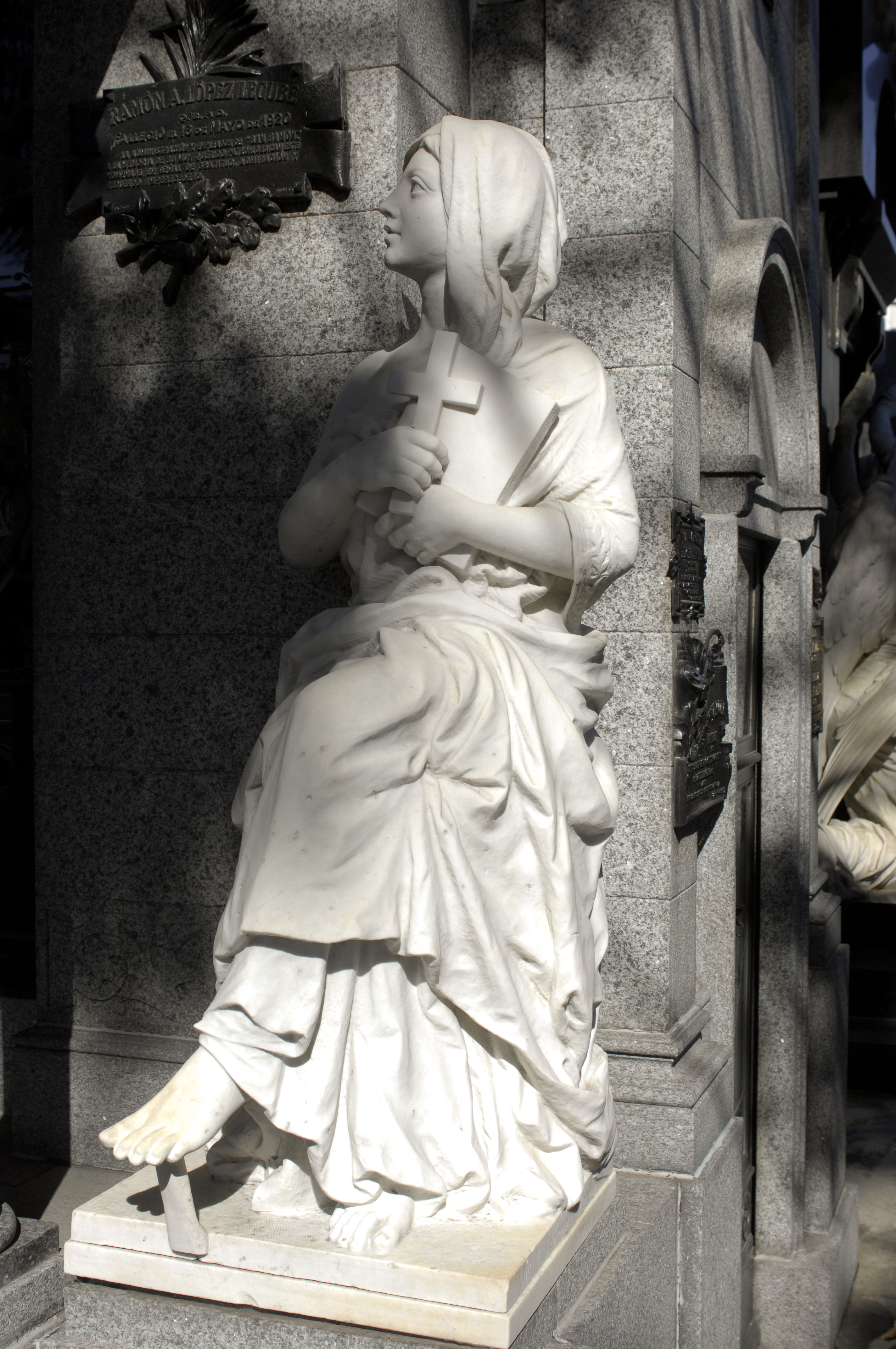
Надгробок на цвинтарі Реколета
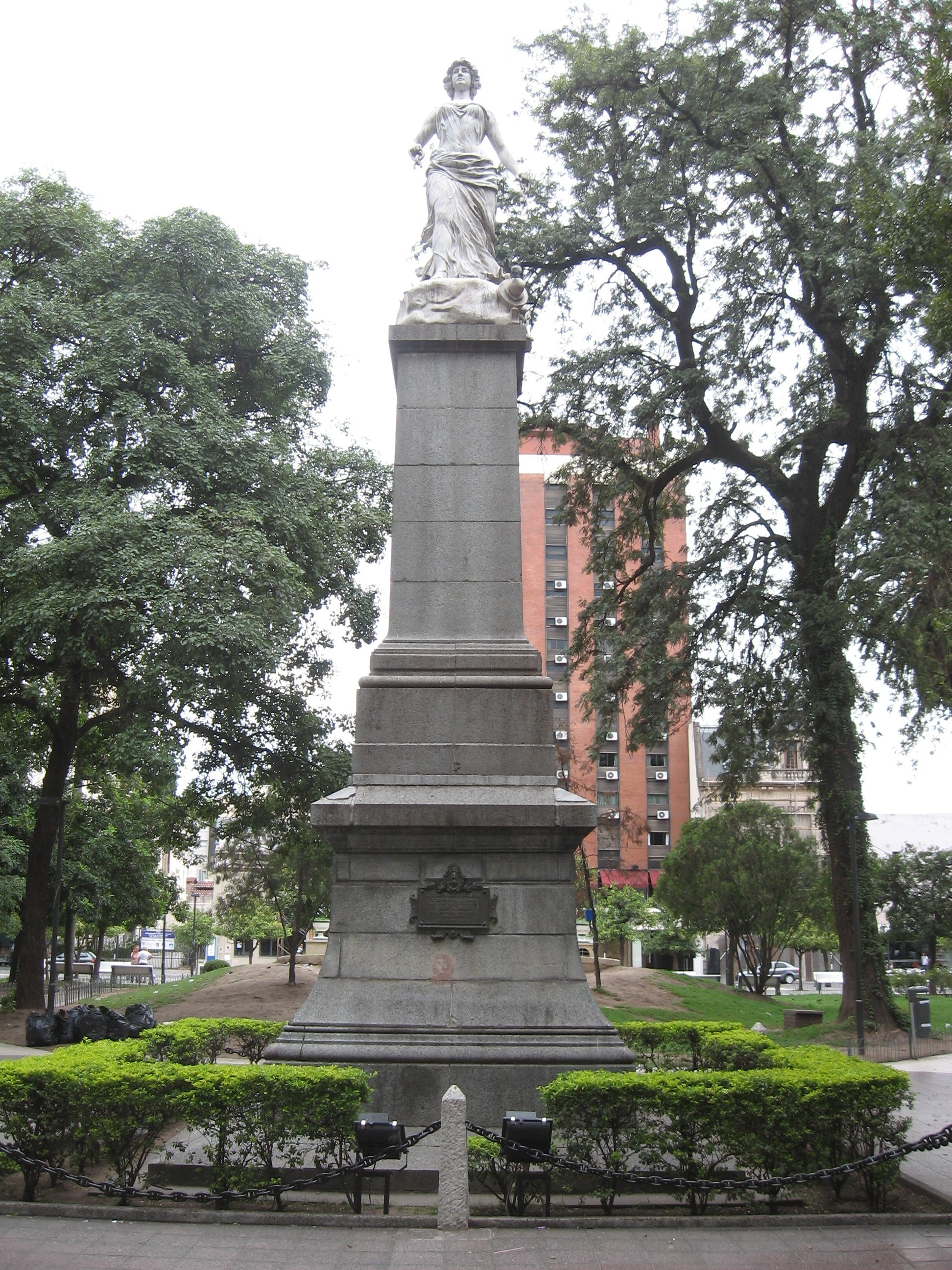
Статуя Свободи у Тукумані
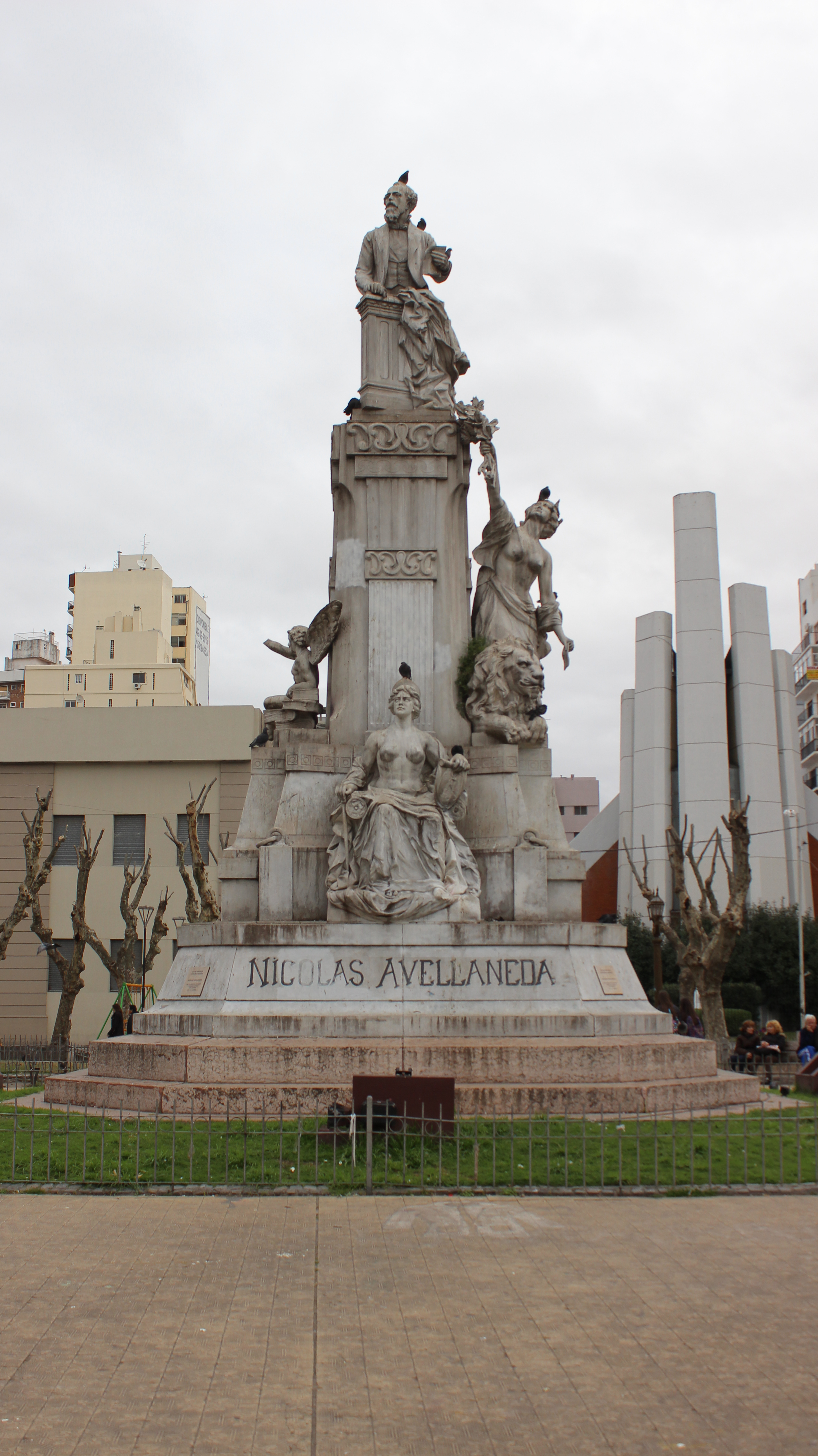
Пам'ятник Ніколасу Авельянеді
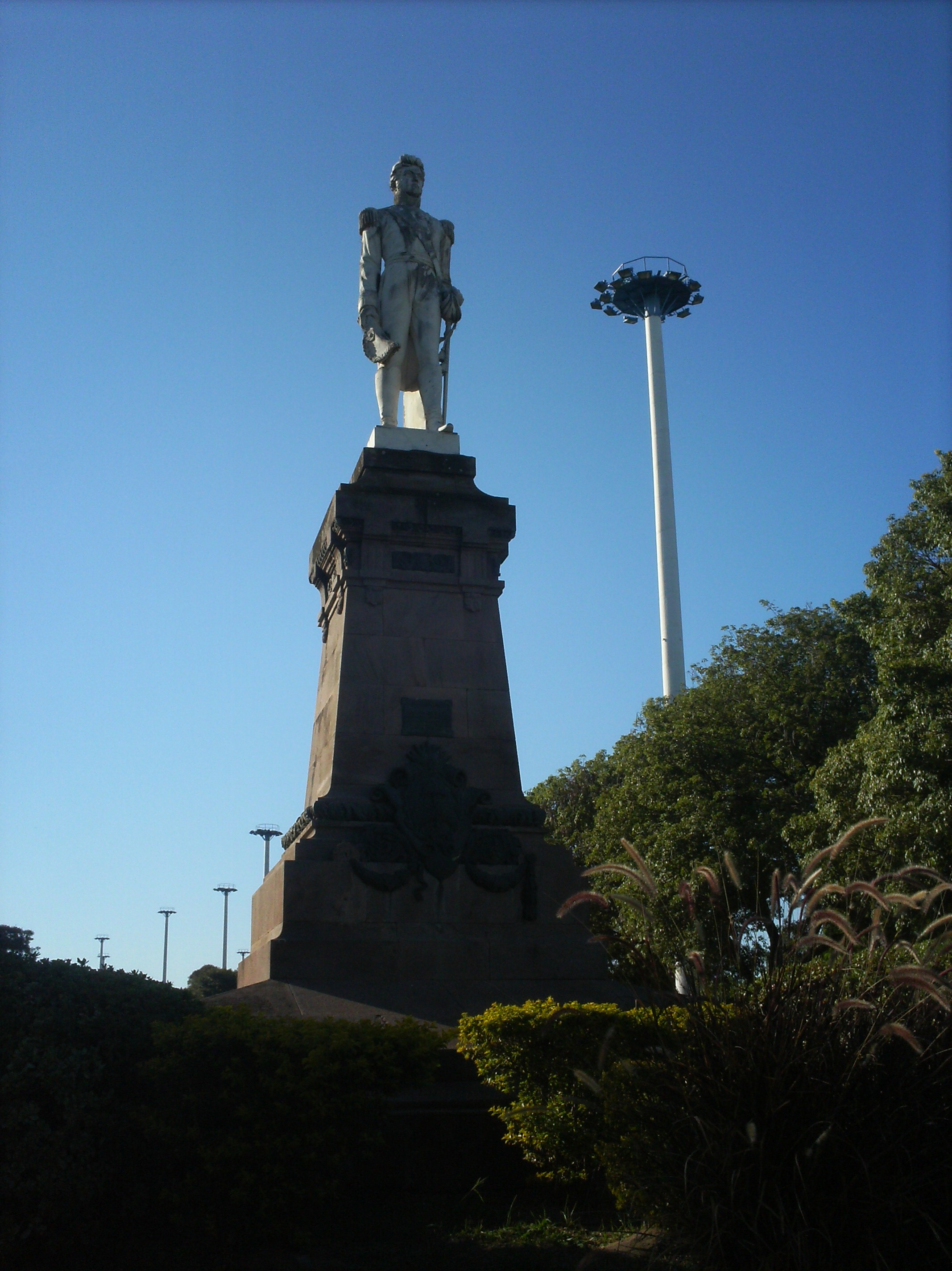
Пам'ятник генералу Альвеару

### Скульптури біля Національного конгресу

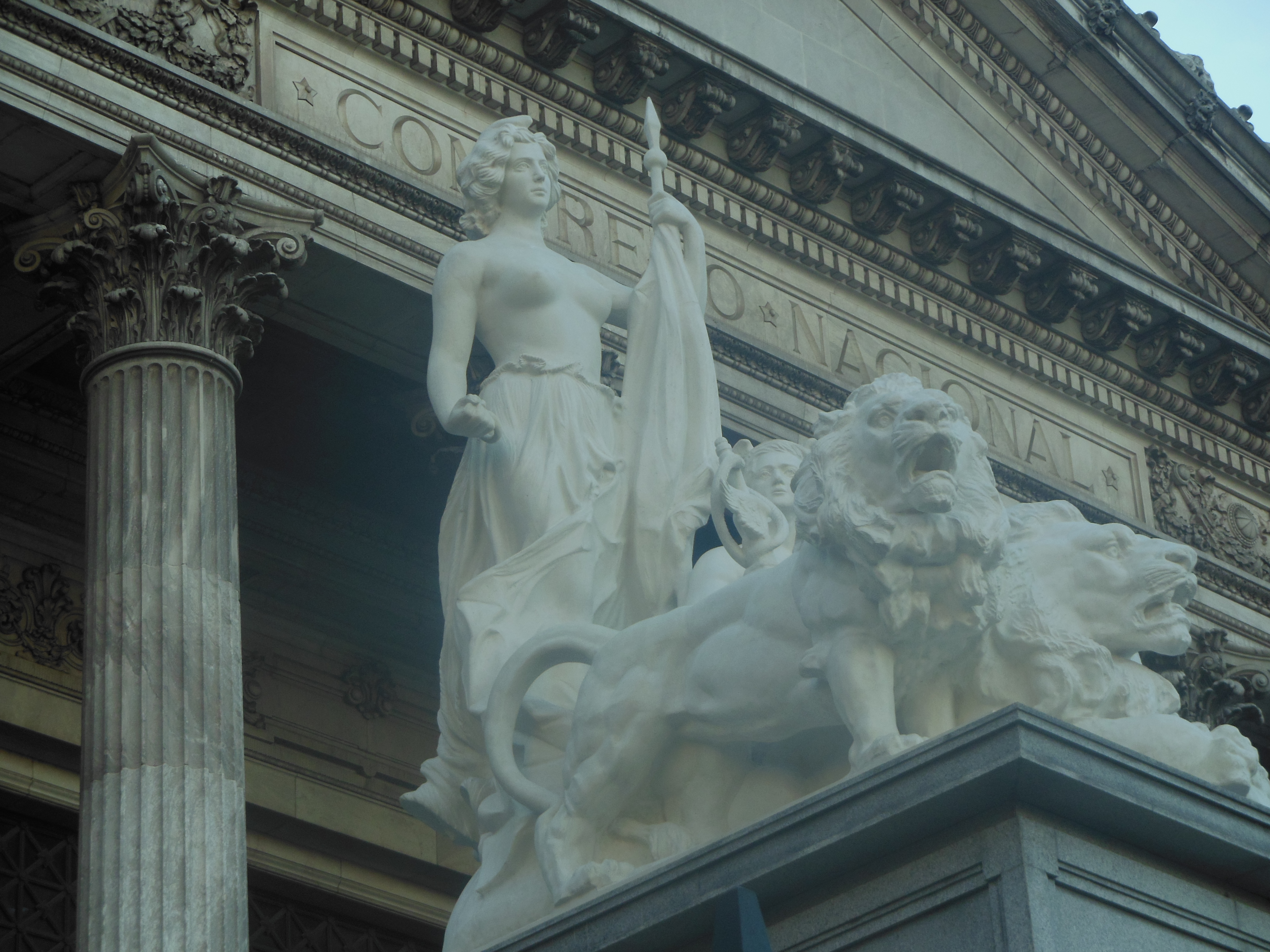
Свобода і прогрес
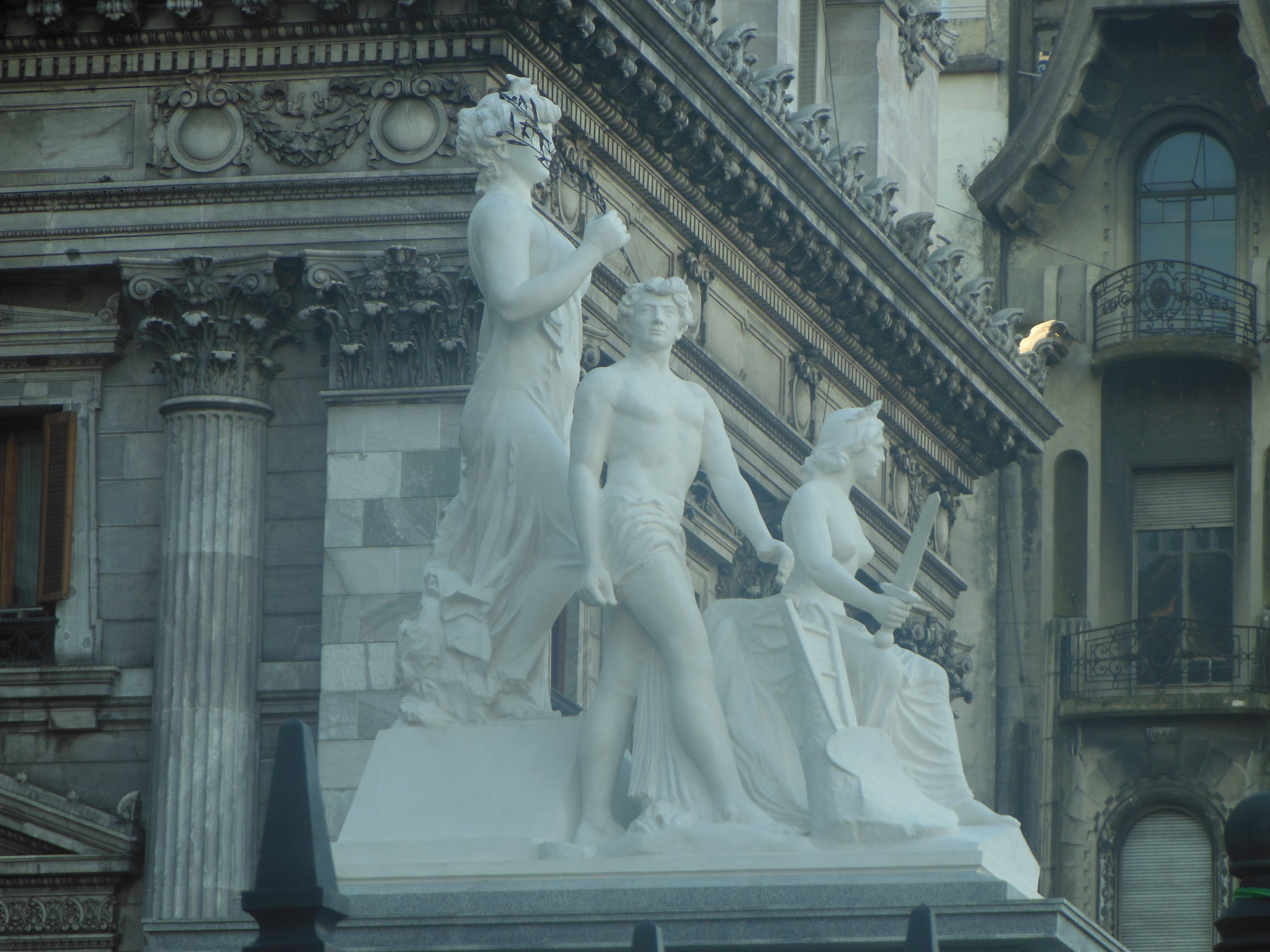
Справедливість, Праця і Мир
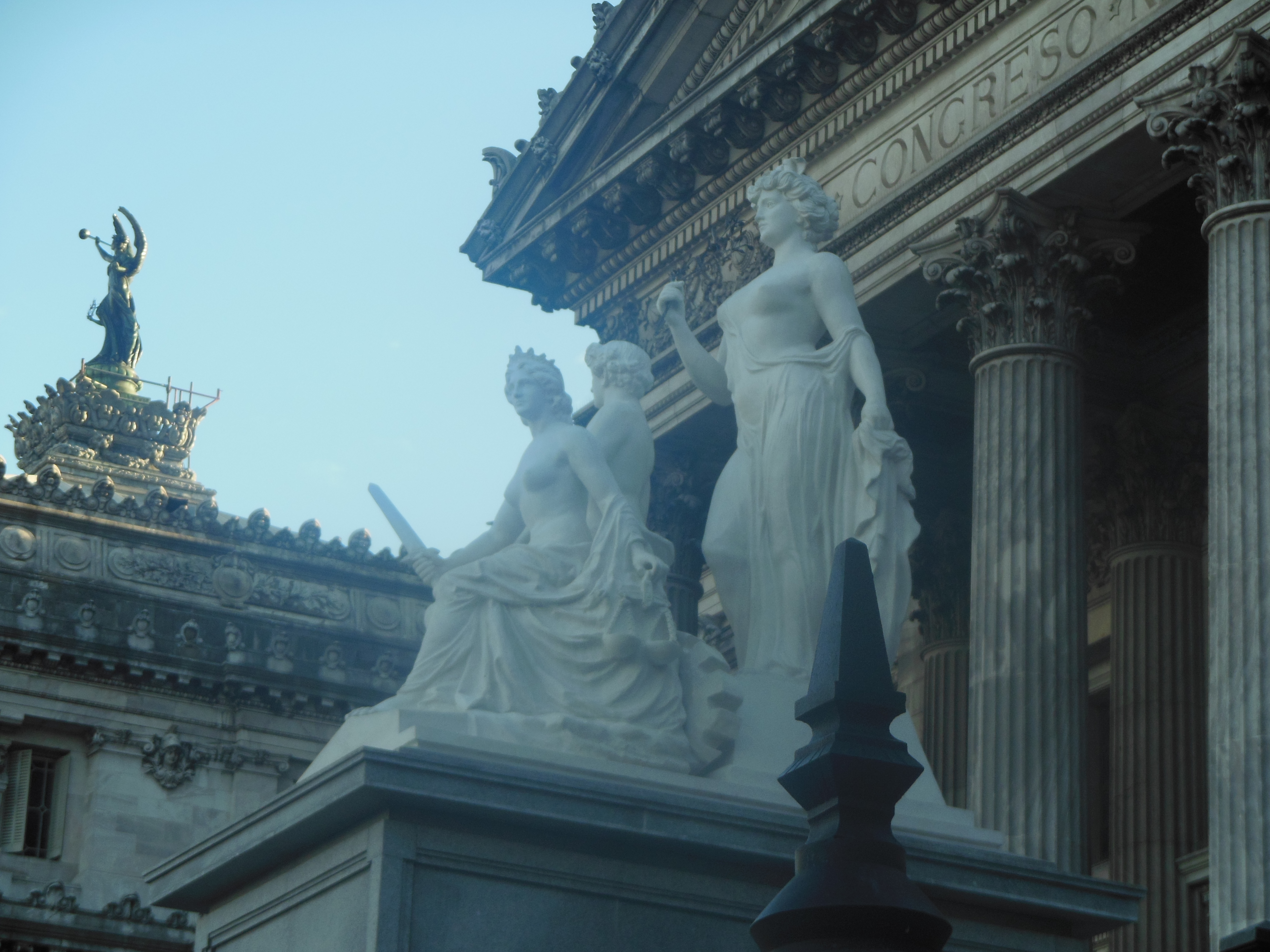
Справедливість, Праця і Мир

### Скульптури біля Будинку уряду Жужуя

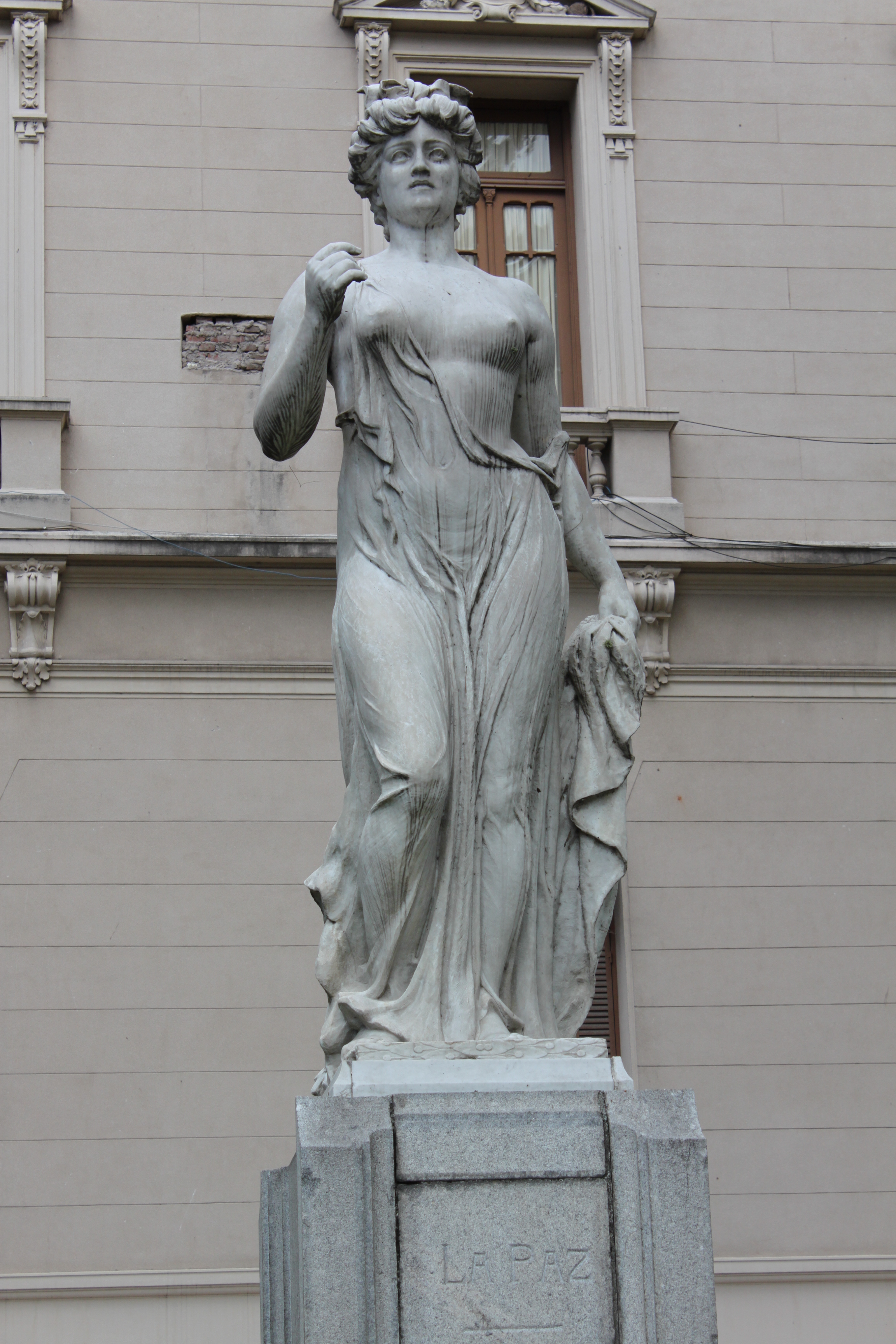
Мир
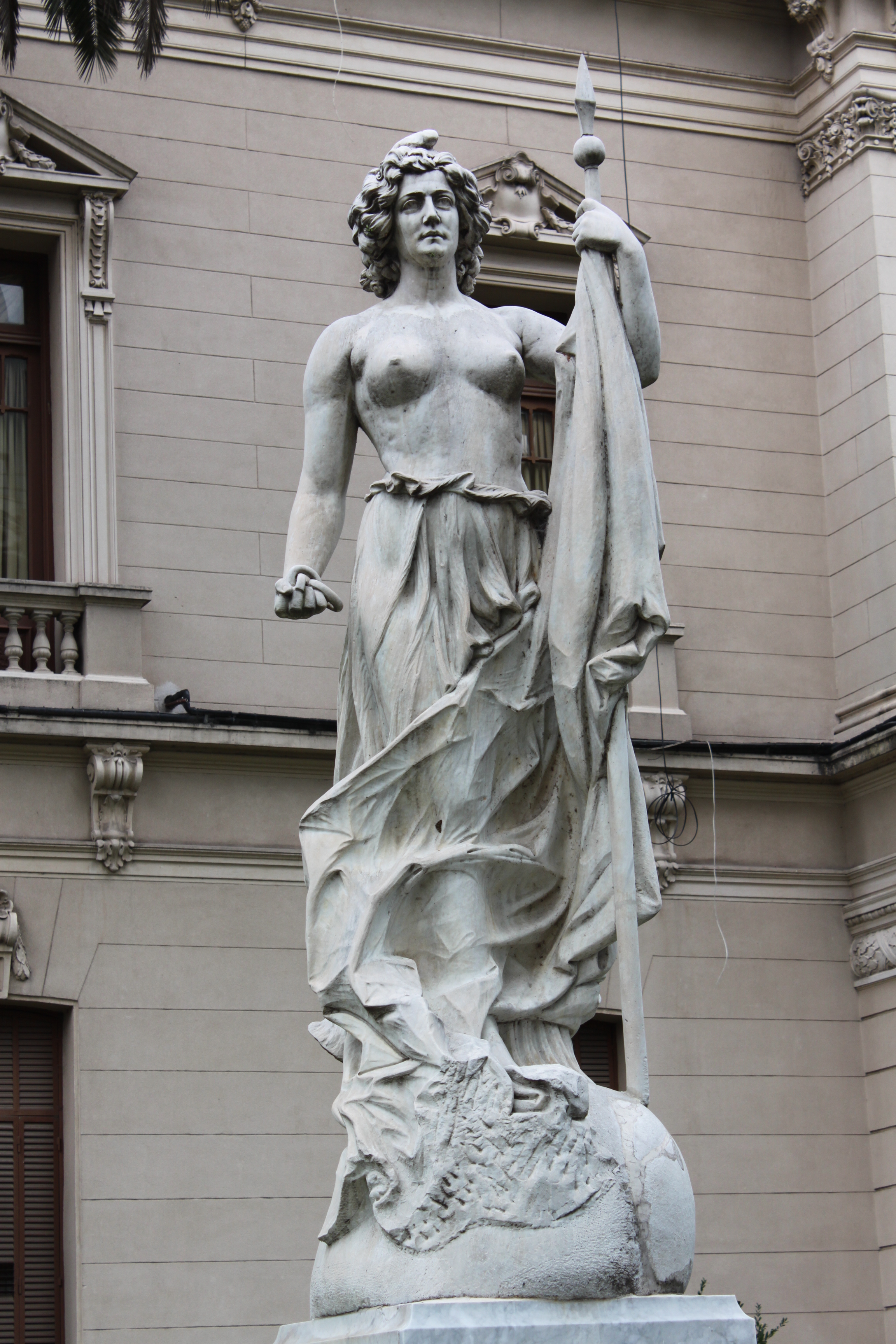
Свобода
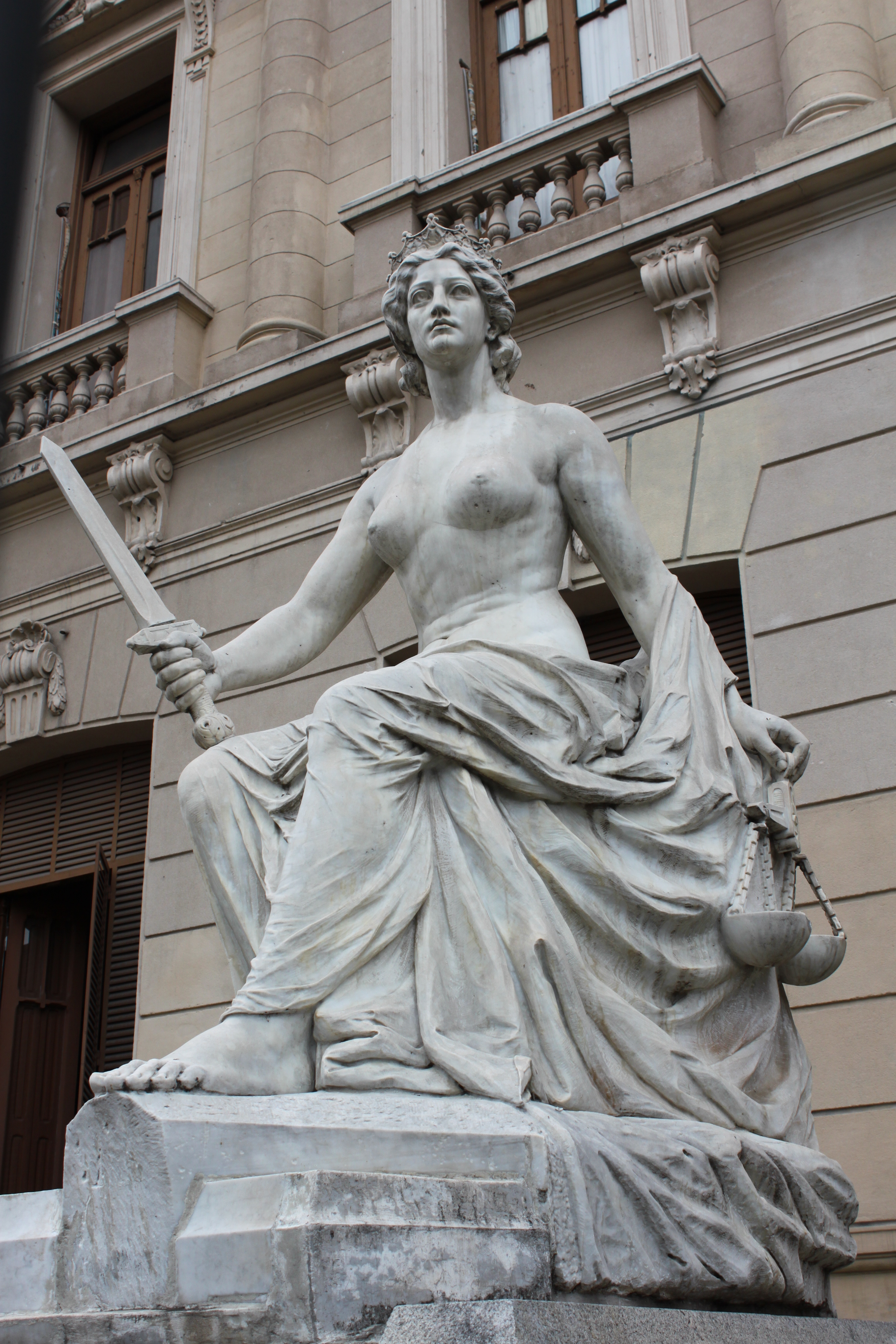
Справедливість
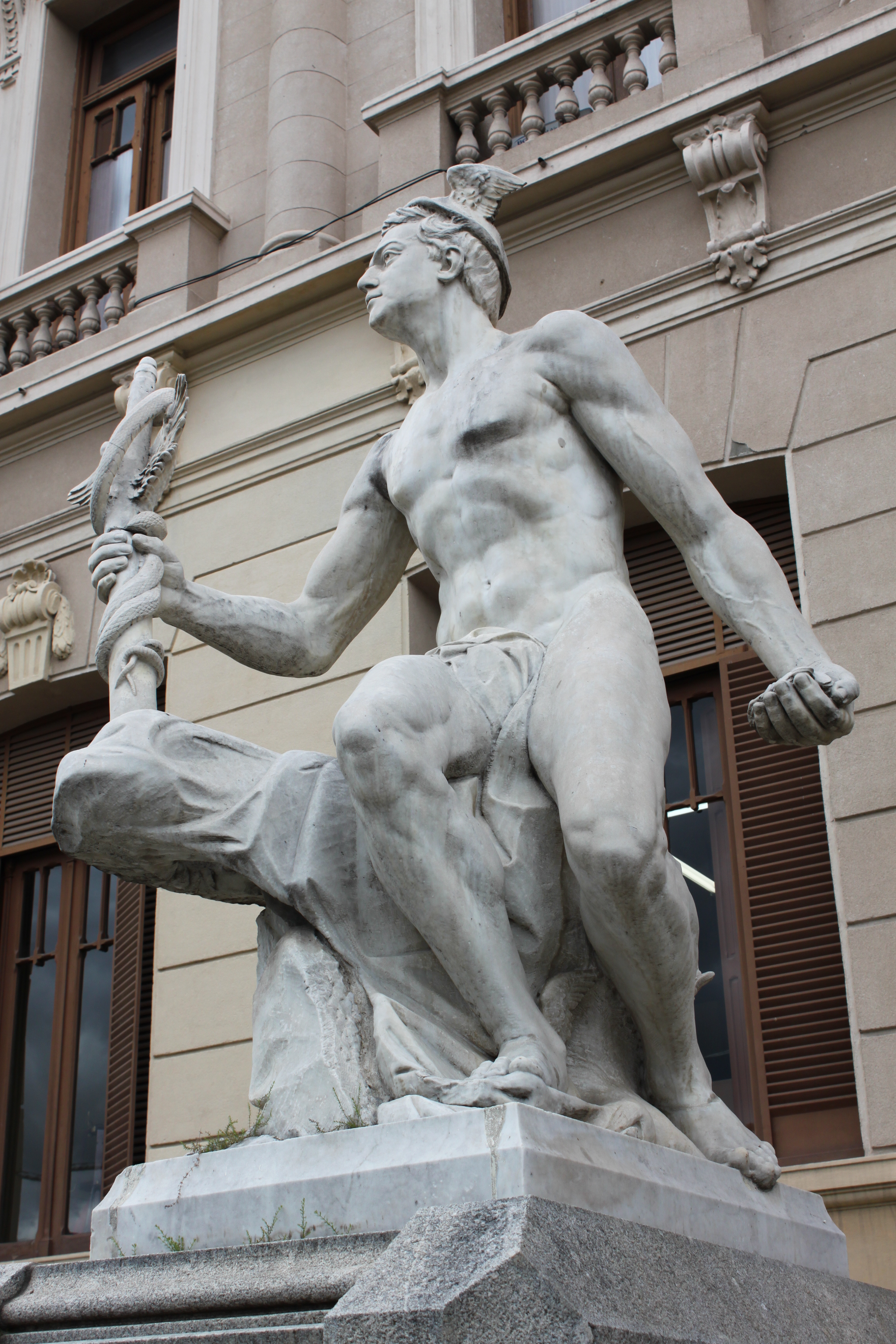
Прогрес

### Барельєфи у Будинку Незалежності

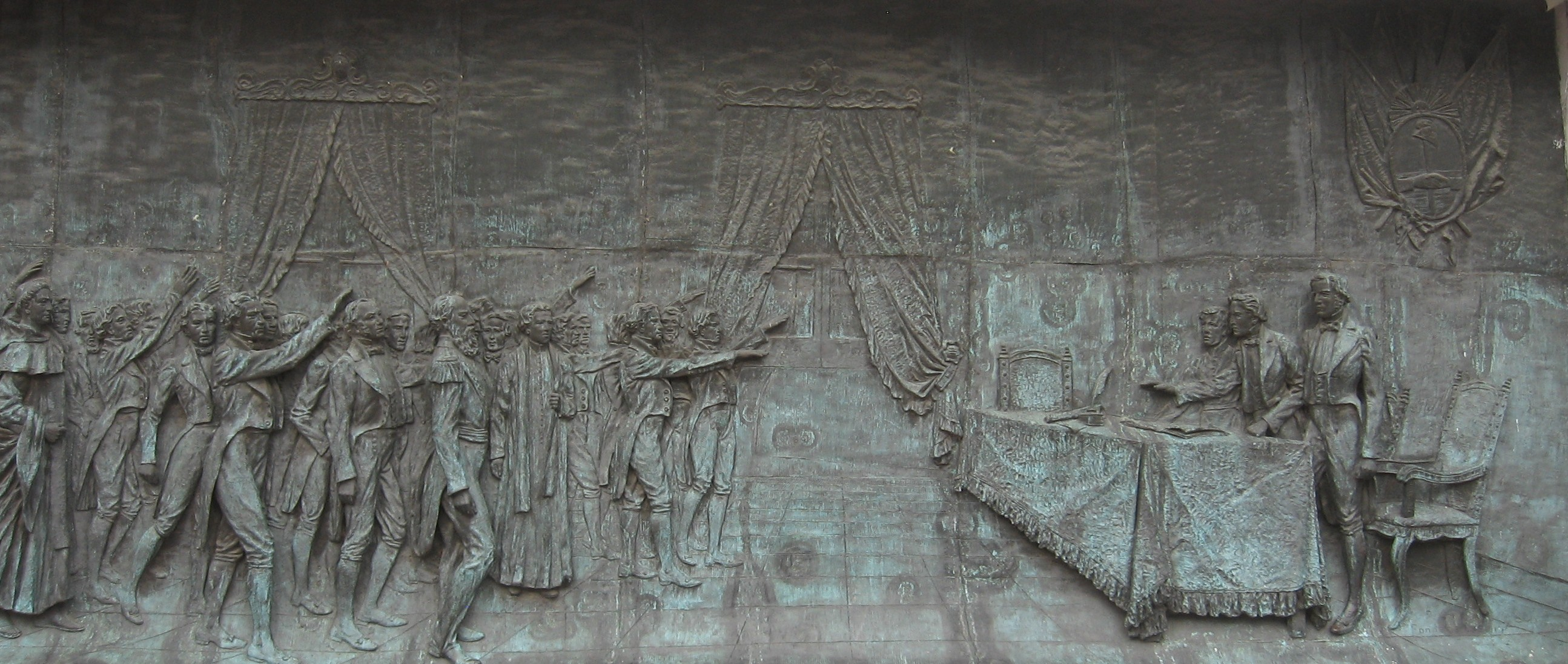
Тукуманський конгрес
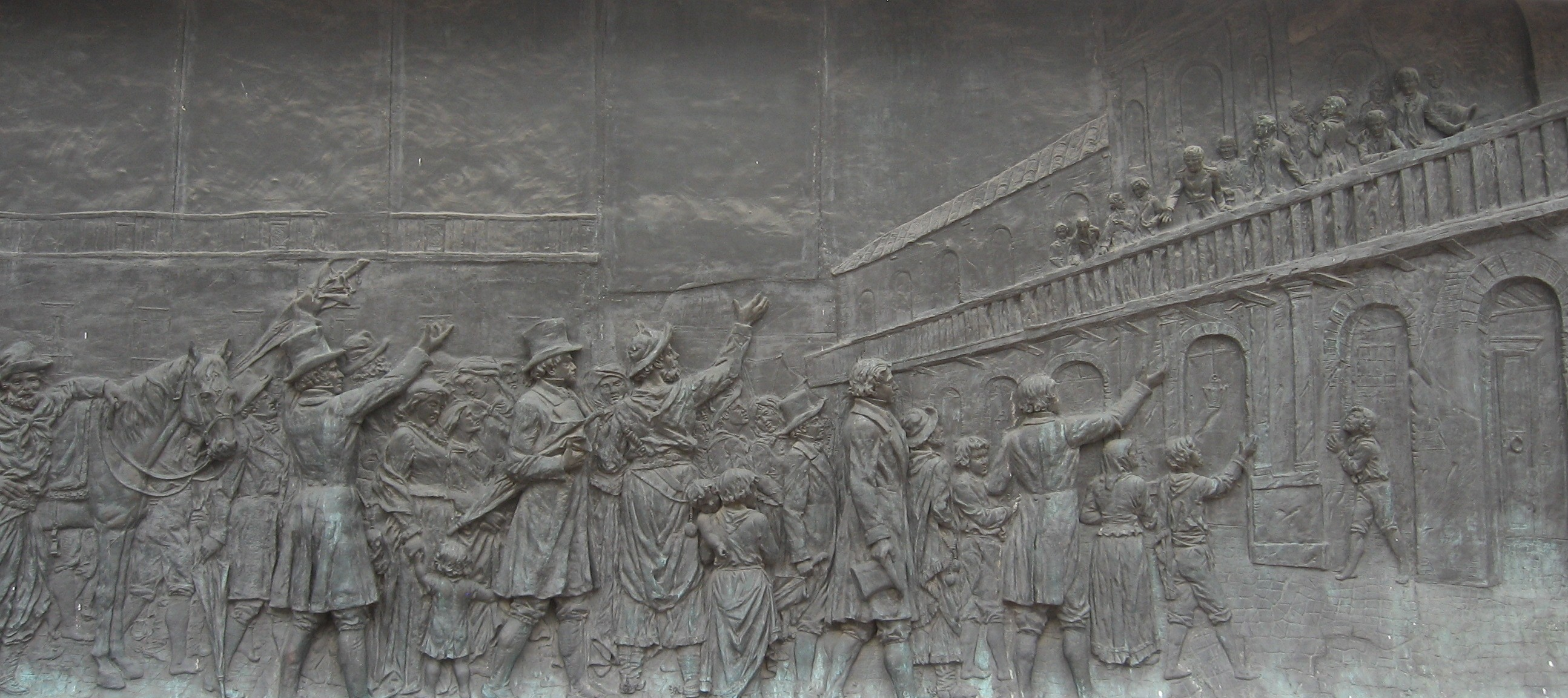
Травнева революція